# Jules Massenet
Jules Emile Frederic Massenet /izg. Masne/, francoski operni skladatelj, *12. maj 1842, Montaud pri Saint-Étienne, Francija, † 13. avgust 1912, Pariz, Francija.

## Življenje
Rodil se je v številčni družini upokojenega inženirskega oficirja. Glasbeno izobrazbo je dobil na pariškem glasbenem konservatoriju. Leta 1863 je dobil Rimsko nagrado za kantato David Rizzio. Leta 1878 je postal profesor skladbe na konservatoriju, ravnateljevanje, ki so mu ga pozneje ponudili kot nasledniku Ambroisea Thomasa, pa je zavrnil. Postal je tudi član akademije in leta 1910 njen predsednik. Na pariškem konservatoriju sta bila mdr. njegova učenca znamenita Debussy in Charpentier. 

## Delo
Pisal je samospeve na besedila francoskih pesnikov, orkestralna dela, balete, oratorije in kantate, a največjo slavo so mu prinesle opere (napisal jih je dvajset).

### Opere (izbor)
- Herodijada (1881)
- Manon (1884)
- Cid (1885)
- Werther (1892)
- Thais (1894)
- Don Kihot (1910)
- Kleopatra (1914)
- Glumač naše ljube gospe

## Glasbeni primer
- Meditacija iz opere Thais